# Hallwyl (Adelsgeschlecht)

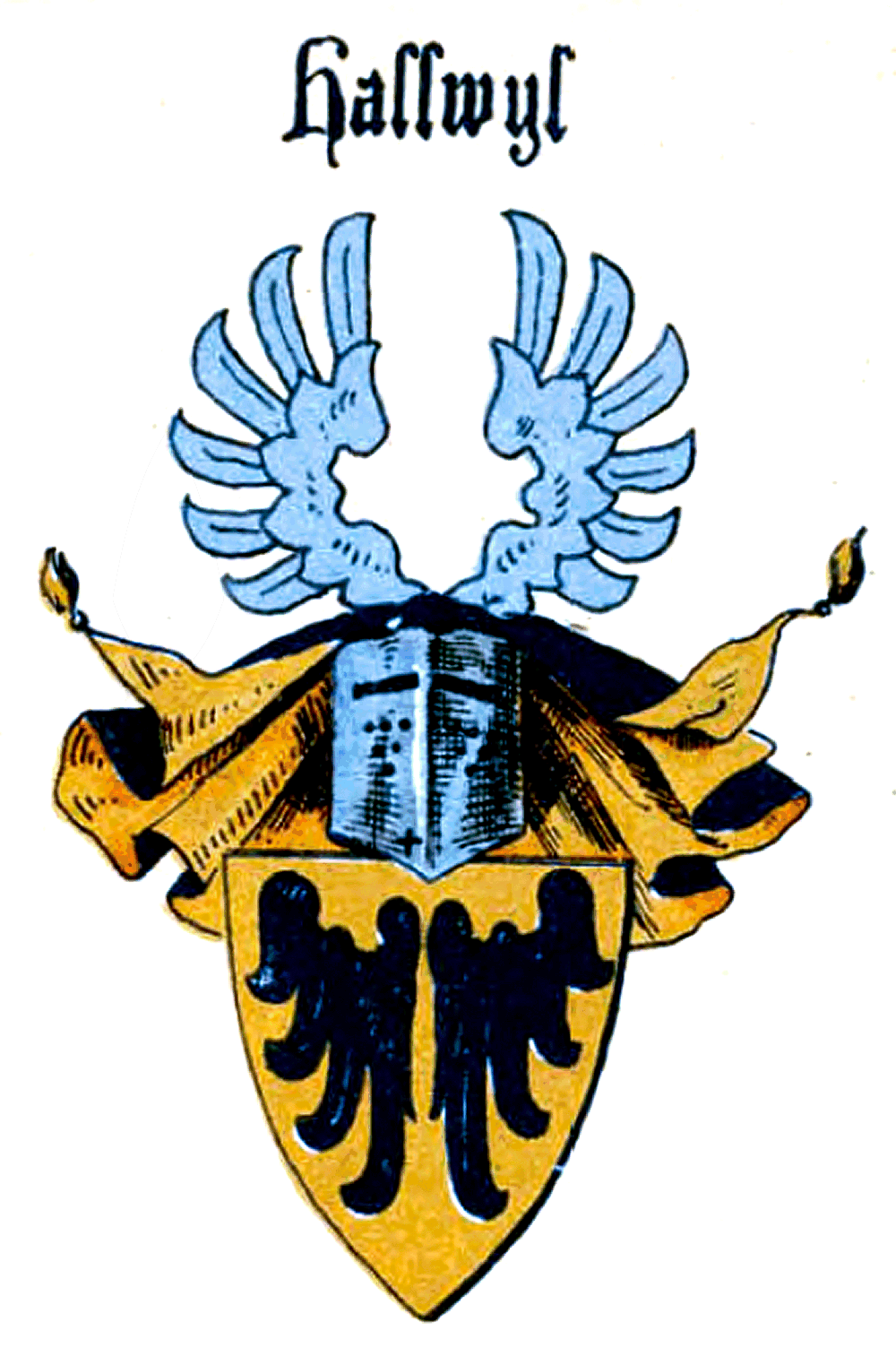
Wappen derer von Hallwyl aus „Die Helden von Sempach“

Hallwyl, auch Hallwil oder Hallweil, ist der Name eines schweizerischen Uradelsgeschlechts mit Stammsitz Schloss Hallwyl im Seetal im heutigen Kanton Aargau. Das Geschlecht diente den Habsburgern und wurde später in das Berner Patriziat aufgenommen, nachdem 1415 die Stadt und Republik Bern die Herrschaft im Berner Aargau übernommen hatte. Einzelne Zweige traten in verschiedene ausländische Dienste. 1671 wurde die Familie von Kaiser Leopold I. in den erbländischen Grafenstand erhoben. Der Stammsitz Schloss Hallwyl blieb bis 1994 im Besitz der Familienstiftung.

## Geschichte

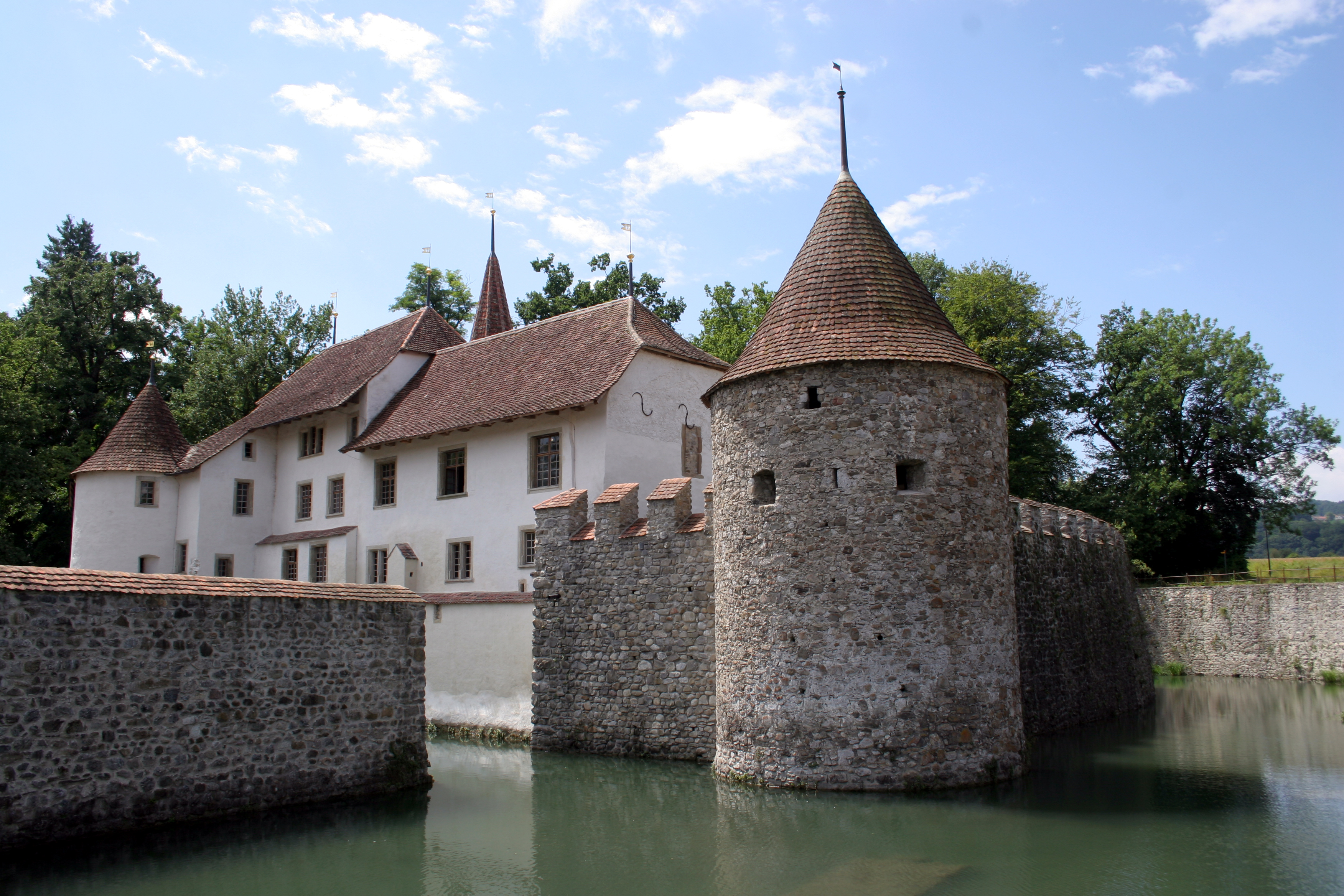
Schloss Hallwyl, Stammsitz im Aargau

Die erste Erwähnung eines Mitglieds der Familie «von Hallwyl» erfolgte am 24. Februar 1167 in einer Urkunde: Waltherus de Allewilare aus dem Umfeld der Freiherren von Eschenbach und im Gefolge der Grafen von Lenzburg. Ungefähr zu dieser Zeit liess er am Aabach unweit des nördlichen Endes des Hallwilersees einen Wohnturm errichten, aus dem sich später das Schloss Hallwyl entwickelte.
Die von Hallwyl wurden nach dem Aussterben der Kyburger im 13. Jahrhundert Ministerialen der Habsburger. Ab 1300 bis 1464 übten sie das Amt des Land- und Erbmarschalls in den Vorlanden aus. Johann I. (vor 1305 bis 1348) erwarb weitere Besitzrechte wie die Twingherrschaften Boswil, Wildegg und Egliswil. Seine vier Söhne begründeten zum Teil eigene Linien, von denen aber um 1480 nur noch eine einzige bestand. 1369 hatten sie einen Stammgutsvertrag abgeschlossen, wonach die Burg Hallwyl beim Mannesstamm verbleiben musste. Thüring I. von Hallwyl fiel 1386 in der Schlacht bei Sempach, während Thüring II. von Hallwyl zwischen 1443 und 1450 als Feldhauptmann der Habsburger im Alten Zürichkrieg kämpfte.
Bis etwa 1450 hatten die Hallwyler ihre Grablege im Kloster Kappel, nachher in der Kirche Seengen. 1415 eroberten bernische Truppen den Aargau und steckten die Burg Hallwyl in Brand. Erst 1470 erhielt die Familie das Burgerrecht in der Stadt und Republik Bern als neuer Landesherrschaft im Berner Aargau, in deren Patriziat sie aufgenommen wurde. Eine Linie blieb aber bis zu ihrem Erlöschen im Dienst der Habsburger im Elsass, Thüring III. von Hallwyl war 1455–58 oberster Hauptmann in den Vorlanden und 1464–68 Landvogt im Elsass, Sundgau, Breisgau und im Schwarzwald. Hans von Hallwyl war der Anführer der eidgenössischen Vorhut in der Schlacht bei Murten 1476 gegen Karl den Kühnen.

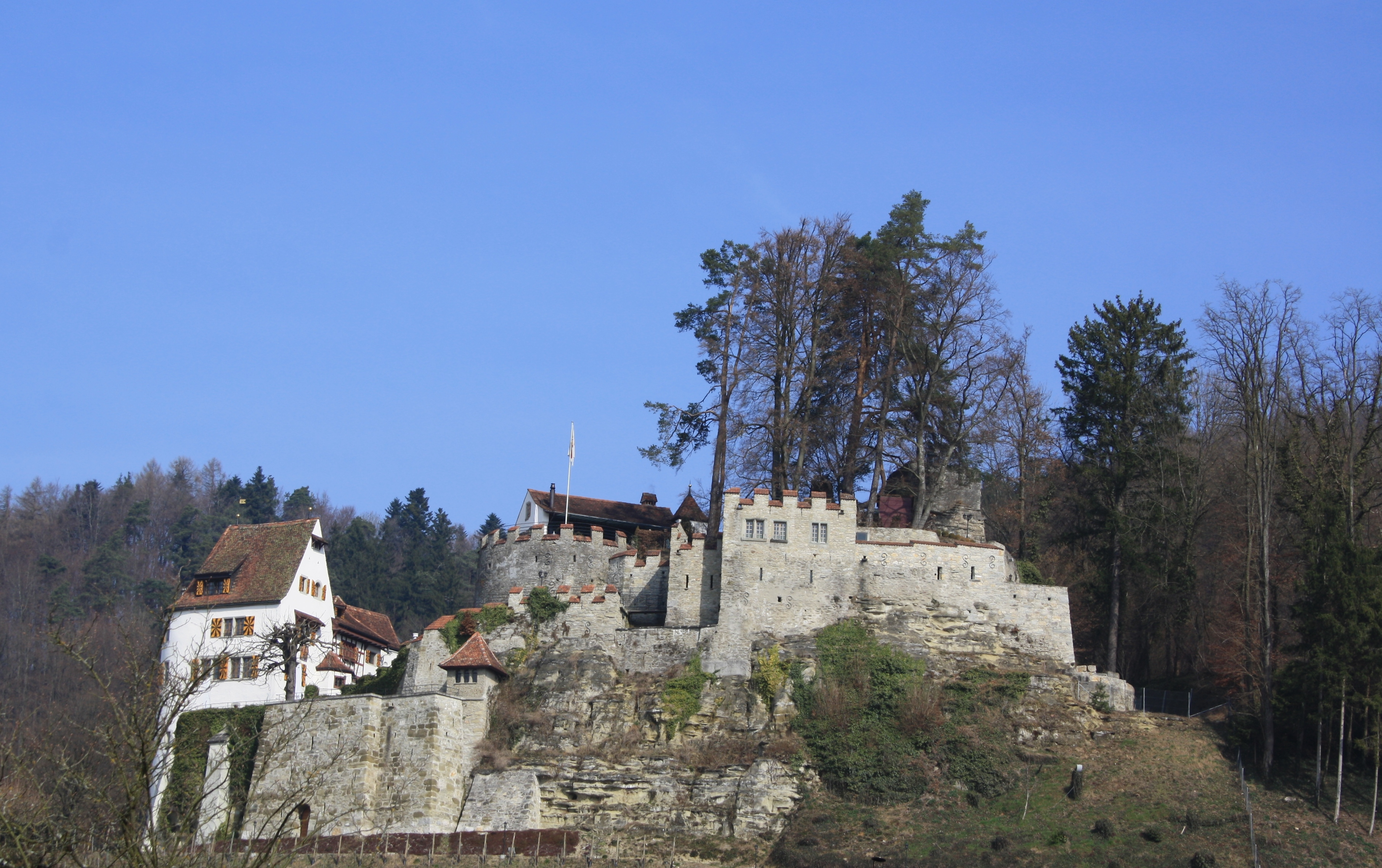
Die Trostburg, Aargau

Zum Herrschaftsbereich der Hallwyler gehörten das Hochgericht und das Niedergericht über den Burgbezirk, den Hallwilersee und Fahrwangen sowie das Niedergericht über die Herrschaften Egliswil und Seengen. Zeitweise besassen sie auch Rechte in zahlreichen weiteren Dörfern des südlichen Aargaus, beispielsweise von 1486 bis 1616 in der gesamten Herrschaft Trostburg. Mit der Zeit schmälerte jedoch die Stadt Bern ihren Einfluss immer mehr und sie mussten ihre Güter und Rechte ausserhalb des bernischen Aargaus Stück für Stück veräussern.
Zwei Söhne von Dietrich II. (1509) begründeten eigene Linien, diejenige Hartmanns III. starb 1671 im Aargau und 1710 in Württemberg im Mannesstamm aus. Von den Söhnen Kaspars I., dem Begründer der zweiten Linie, lebten die wieder katholischen Nachkommen Dietrichs III. im Thurgau (Herrschaft Blidegg) und in Schwaben (ausgestorben 1743), die ebenfalls katholischen Nachfahren Hugos II. in Österreich und Böhmen (ausgestorben 1779), jene Burkhards III. im Elsass (ausgestorben 1793) und im Aargau; dieser Zweig, auf Karl Hans Franz Rudolf (1827–99) zurückgehend, besteht bis heute.

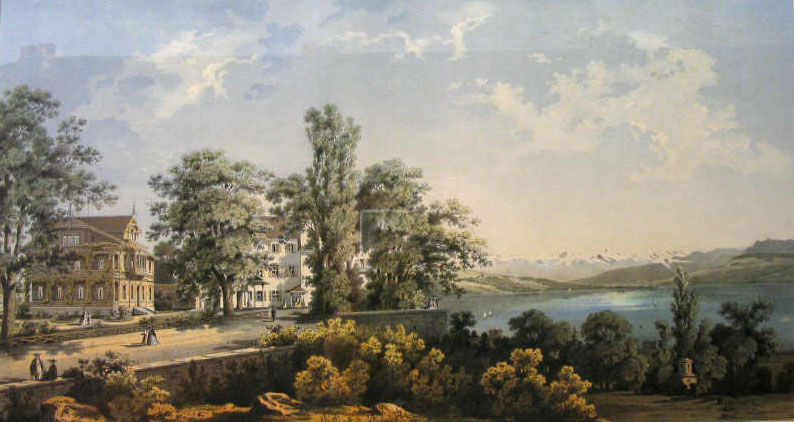
Schloss Brestenberg und der Hallwilersee auf einer Farblithografie von 1865

1625 liess Hans Rudolf von Hallwyl bei Seengen das Schloss Brestenberg als Landsitz errichten. Johann Anton (1683–1736), der in holländische Dienste trat und Johannes (1688–1753), der dies ebenfalls tat und anschließend dem König von Frankreich diente, gelang wieder der soziale Aufstieg. Jacob Leopold Freiherr von Hallwyl wurde von Kaiser Leopold I. 1671 in den erbländischen Grafenstand erhoben. Dieses Diplom muss auch auf seinen Bruder Johann Sebastian († 1700) ausgedehnt worden sein, ohne dass sich im Adelsarchiv des k.k. Ministeriums des Inneren in Wien darüber etwas findet; derselbe hatte 12 Söhne. Kennzeichnend für die Familie von Hallwyl, die zahlreiche Magistraten, Offiziere und Diplomaten hervorbrachte, ist die Tatsache, dass sich ihre Karrieren nie völlig auf die Kreise des bernischen Patriziats beschränkte, sondern dass immer wieder zahlreiche Mitglieder der weit verzweigten Familie an den verschiedensten europäischen Höfen tätig waren. Trotzdem blieb das Stammschloss im Aargau stets in Familienbesitz. Nach dem Zusammenbruch der alten Schweizer Herrschaftsordnung im Jahr 1798 verlor das Geschlecht dort an Bedeutung. Nach der Proklamation der Helvetischen Republik im Jahr 1798 wurden die hallwylschen Gerichtsrechte und Regalien abgelöst und gingen an den neu gegründeten Kanton Aargau über. Der Hallwilersee blieb bis 1859 in Familienbesitz.

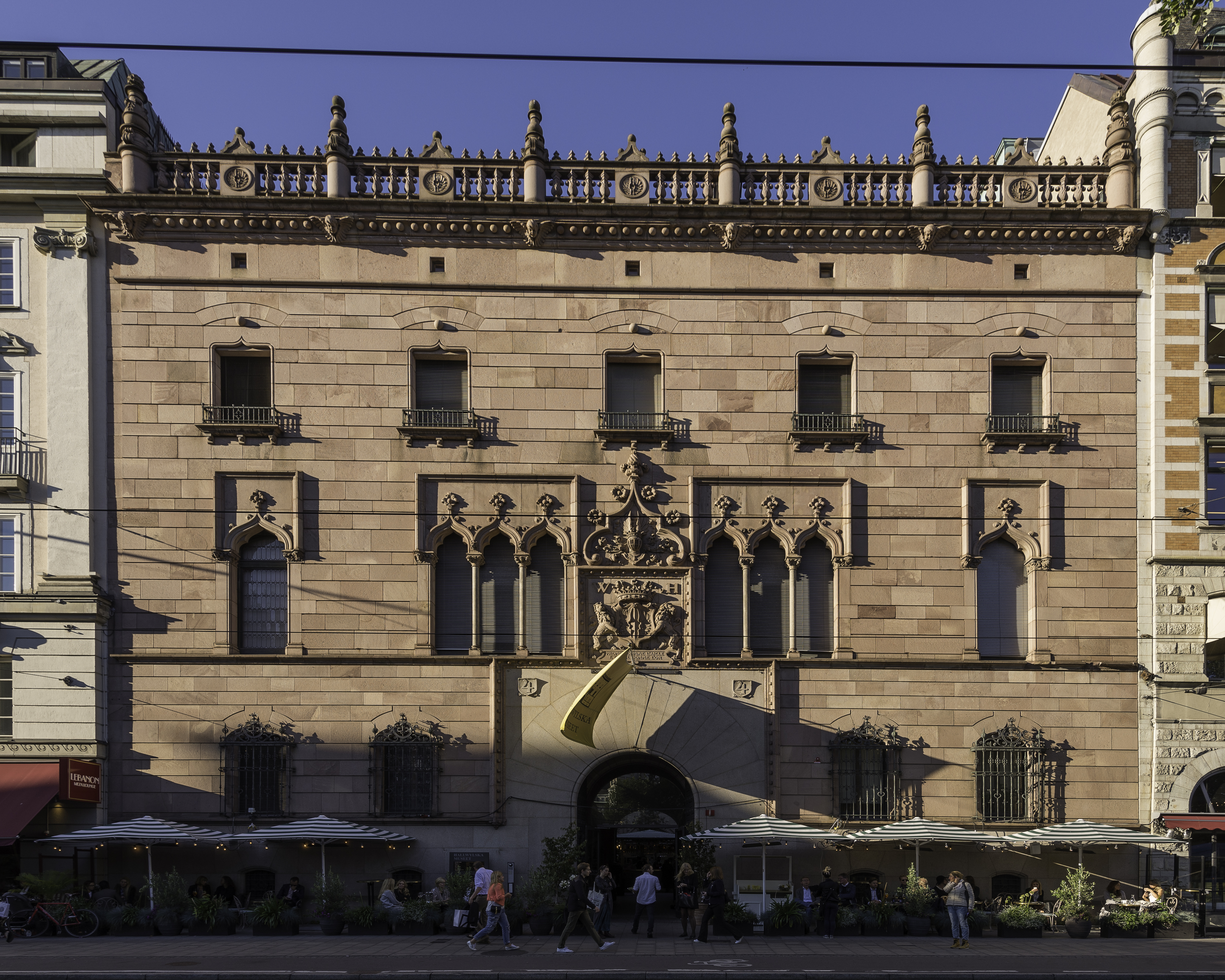
Hallwylska palatset in Stockholm

1874 kaufte die ins Geschlecht eingeheiratete, schwerreiche schwedische Industriellentochter Wilhelmina Kempe das Schloss Hallwyl von ihrem überschuldeten Schwager Hans von Hallwyl. Die 1925 von Wilhelmina von Hallwyl gegründete Hallwil-Stiftung schenkte das Schloss 1994 dem Kanton Aargau. Mitglieder der Familie leben heute noch in Deutschland. In Stockholm befindet sich das Stadtpalais der Wilhelmina von Hallwyl, das 1865 nach ihrer Heirat mit dem Grafen Walther von Hallwyl, Hallwylska palatset benannt wurde. Es wurde dem schwedischen Staat vermacht, der es seit 1938 als Museum der Öffentlichkeit zugänglich macht.

## Bedeutende Familienangehörige

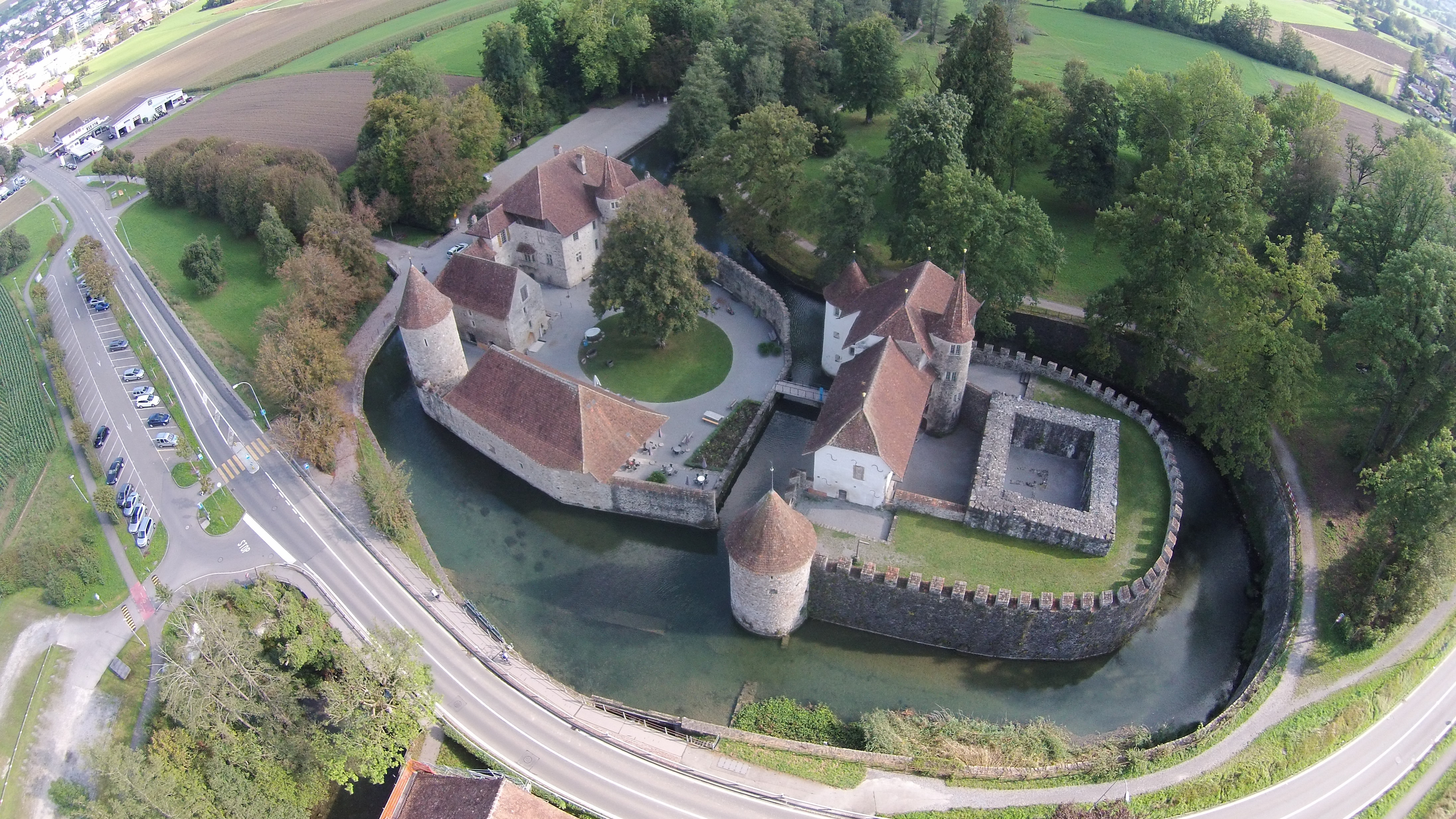
Schloss Hallwyl

- Manegold von Hallwyl († 1204), Abt im Kloster St. Blasien
- Thüring I. von Hallwyl († 9. Juli 1386), gefallen in der Schlacht bei Sempach
- Thüring II. von Hallwyl (1380/91–1460/61), habsburgischer Offizier im Alten Zürichkrieg

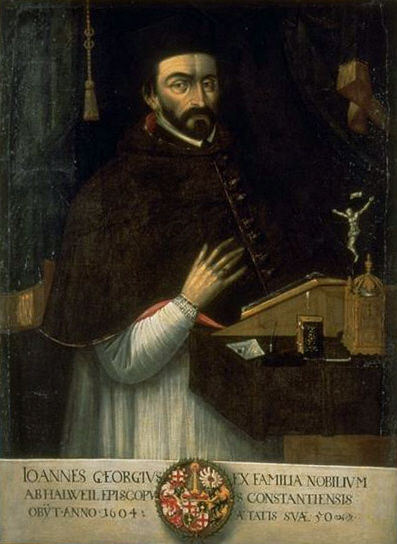
Johann Georg von Hallwyl (1555–1604), Fürstbischof von Konstanz

- Johann Georg von Hallwyl (1555–1604), Fürstbischof von KonstanzThüring III. von Hallwyl (1427–1469), habsburgischer Offizier im Waldshuterkrieg
- Hans von Hallwyl (1433–1504), führte die Schlacht bei Murten
- Johann Rudolf von Hallwyl (nach 1460–1527), Dompropst in Basel
- Johann Georg von Hallwyl (1555–1604), Fürstbischof von Konstanz
- Friedrich Ludwig von Hallwyl (1644–1684), habsburgischer Generalmajor
- Franz Michael von Hallweil (1674–1749), habsburgischer Staats- und Hofbeamter
- Franz Anton von Hallweil (1702–1779), habsburgischer Feldmarschallleutnant
- Ferdinand von Hallweil (1706–1773), Bischof von Wiener Neustadt
- Maria Anna von Hallweil (1717–1784), österreichische Guts- und Schlossbesitzerin
- Johann Abraham von Hallwil (1746–1779), Schweizer Offizier
- Franziska Romana von Hallwyl (1758–1836), Freundin Pestalozzis, Revolutionärin
- Hans Theodor von Hallwyl (1835–1909), Aargauer Regierungsrat
- Wilhelmina von Hallwyl (1844–1930), Kunstmäzenin
- Ellen Roosval von Hallwyl (1867–1952), Künstlerin, Malerin und Bildhauerin

## Wappen
Blasonierung: In Gold zwei schwarze Adlerflügel. Auf den Helm mit schwarz–goldenen Decken ein offener silberner Flug.
Historische Wappenbilder

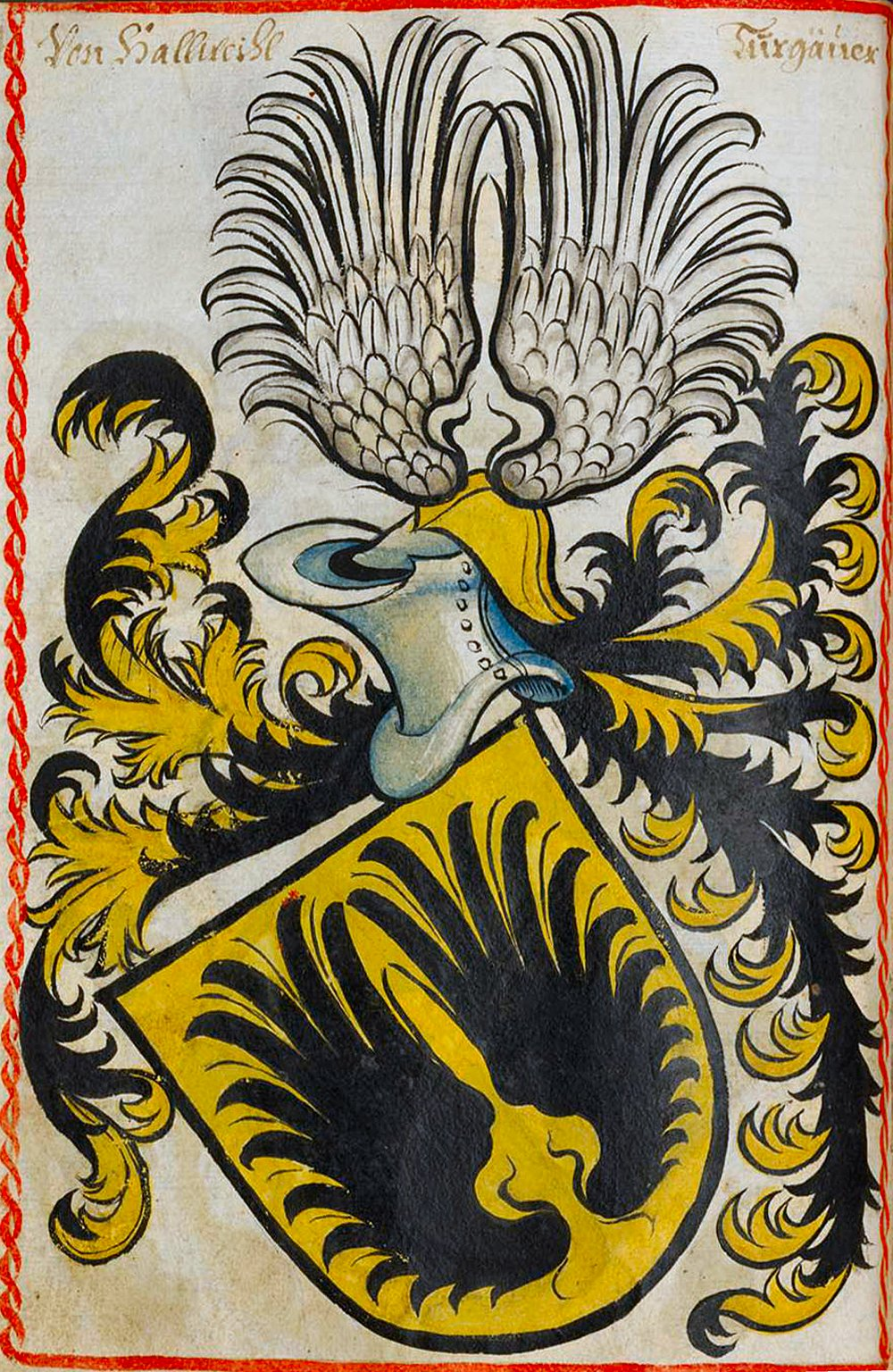
Wappen Hallwyl, ca. 1450 im Scheiblerschen Wappenbuch
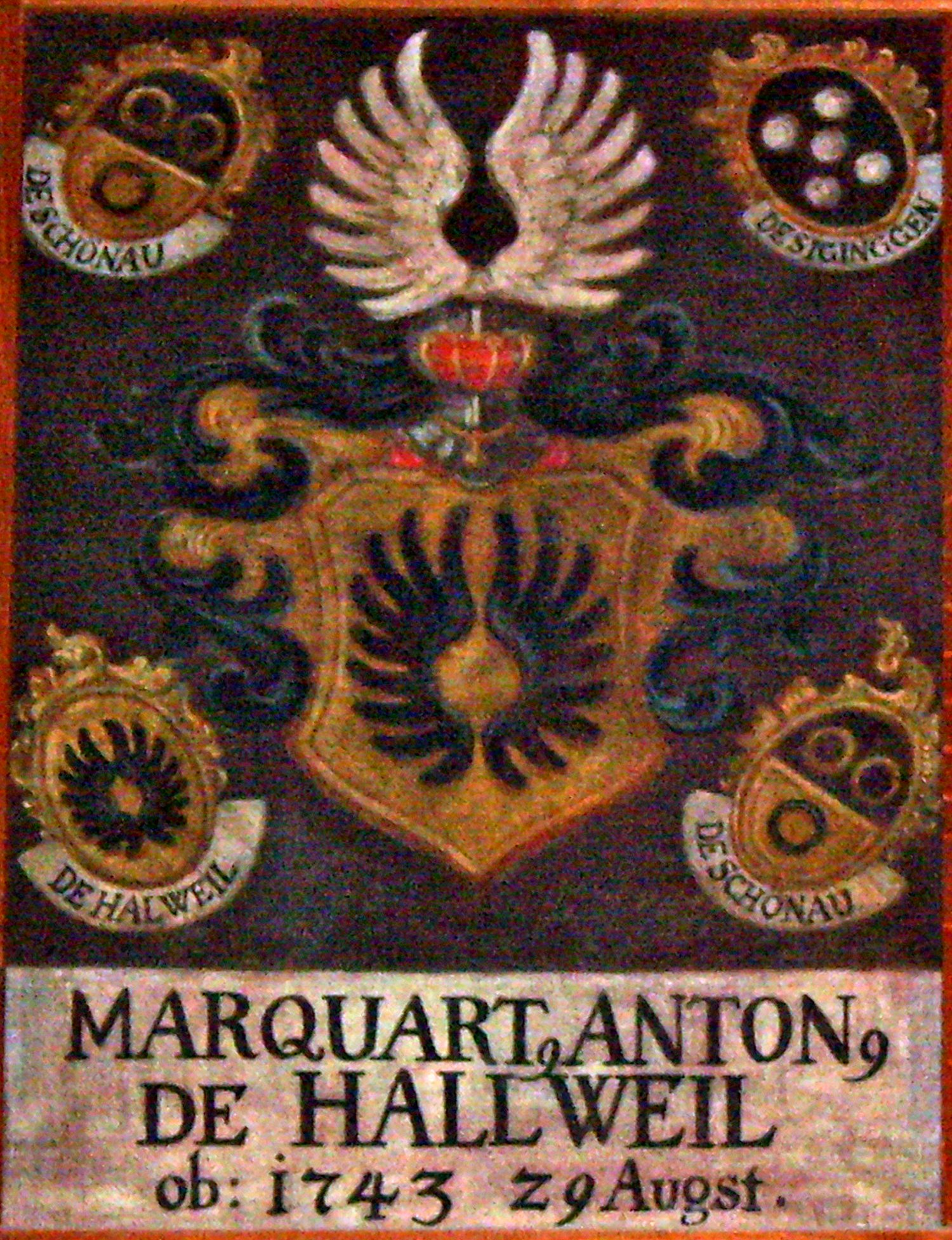
Wappentafel von 1743

## Archive
- Familienarchiv von Hallwyl (Staatsarchiv des Kantons Bern)